# Askims, Hisings och Sävedals tingslag
Askims, Hisings och Sävedals tingslag var mellan 1888 och 1955 ett tingslag i Göteborgs och Bohus län i Askims, Hisings och Sävedals domsaga. Tingsplatsen var i Göteborg.
Tingslaget omfattade häraderna Askim, Västra Hising, Östra Hising och Sävedal. 
Tingslaget bildades 1888 av Askims tingslag, Sävedals tingslag och Västra och Östra Hisings tingslag och delades 1 januari 1955 upp i Hisings, Sävedals och Kungälvs tingslag och Askims och Mölndals tingslag.